# 塩川駅
塩川駅（しおかわえき）は、福島県喜多方市塩川町字石橋にある、東日本旅客鉄道（JR東日本）・日本貨物鉄道（JR貨物）磐越西線の駅である。

## 歴史
- 1904年（明治37年）1月20日：岩越鉄道の駅として開業[2]。一般駅。
- 1906年（明治39年）11月1日：岩越鉄道が国有化され、官設鉄道の駅となる[3]。
- 1975年（昭和50年）3月24日：駅構内にセメントターミナル塩川基地を開く。
- 1982年（昭和57年）
  - 8月1日：セメントターミナル発着を除く車扱貨物の取り扱いを廃止[4]。
  - 11月15日：急行「いなわしろ」の快速格下げ列車、急行「ばんだい」郡山発着列車が1往復ずつ停車する。
- 1984年（昭和59年）
  - 2月1日：荷物の取り扱いを廃止[4]。
  - 3月14日：急行「あがの」が快速列車への格下げに伴い、当駅の定期列車は全列車停車となる。
- 1987年（昭和62年）4月1日：国鉄分割民営化により、JR東日本・JR貨物の駅となる[4][5]。
- 1989年（平成元年）3月：無人化（簡易委託化）[6]。
- 1991年（平成3年）3月：塩川ふれあい会館が完成[7]。
- 2007年（平成19年）3月15日：貨物列車の最終運転日。
- 2024年（令和6年）10月1日：えきねっとQチケのサービスを開始[1][8]。

## 駅構造
単式ホーム1面1線、島式ホーム1面2線を有する地上駅である。互いのホームは跨線橋で連絡している。快速「SLばんえつ物語」は上り列車のみ停車するが、これは信号設備の関係で下り列車がホーム有効長の足りないホームにしか入線できないためである。
あいづ統括センター（会津若松駅）管理の簡易委託駅で、窓口が設置されている。喜多方市が受託し、実際の業務は喜多方観光物産協会に再委託している。
駅舎のように建てられている武家屋敷風の建物はふるさと創生事業を活用して塩川町により整備された塩川ふれあい会館で、喜多方市が管理している。1階には切符売り場、待合室、トイレ（水洗式）、自動販売機のほか、図書コーナーや市民作品の展示場などが、2階には会議室や集会室がある。本来の塩川駅舎は、塩川ふれあい会館から1番線に出て右手にある、ガラス張りの待合室がこれにあたる。塩川ふれあい会館自体が駅機能を持たないのは、地方財政再建促進特別措置法に起因する。

### のりば
| 番線 | 路線           | 方向           | 行先           |
| ---- | -------------- | -------------- | -------------- |
| 1    | ■磐越西線      | 上り           | 会津若松方面   |
| 2    | ■磐越西線      | 下り           | 喜多方方面     |
| 3    | （使用休止中） | （使用休止中） | （使用休止中） |

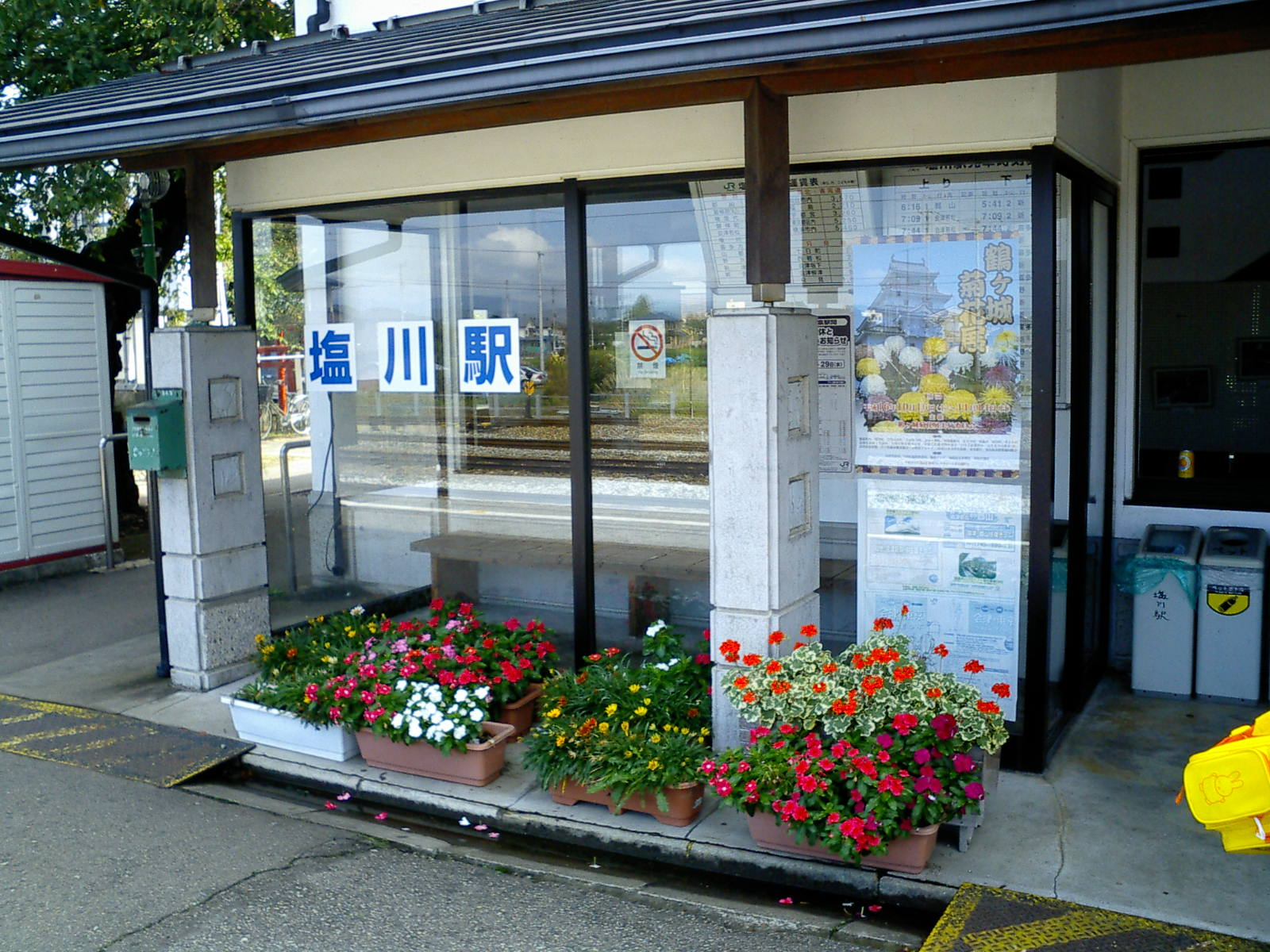
ガラス張りの待合室（2004年9月）
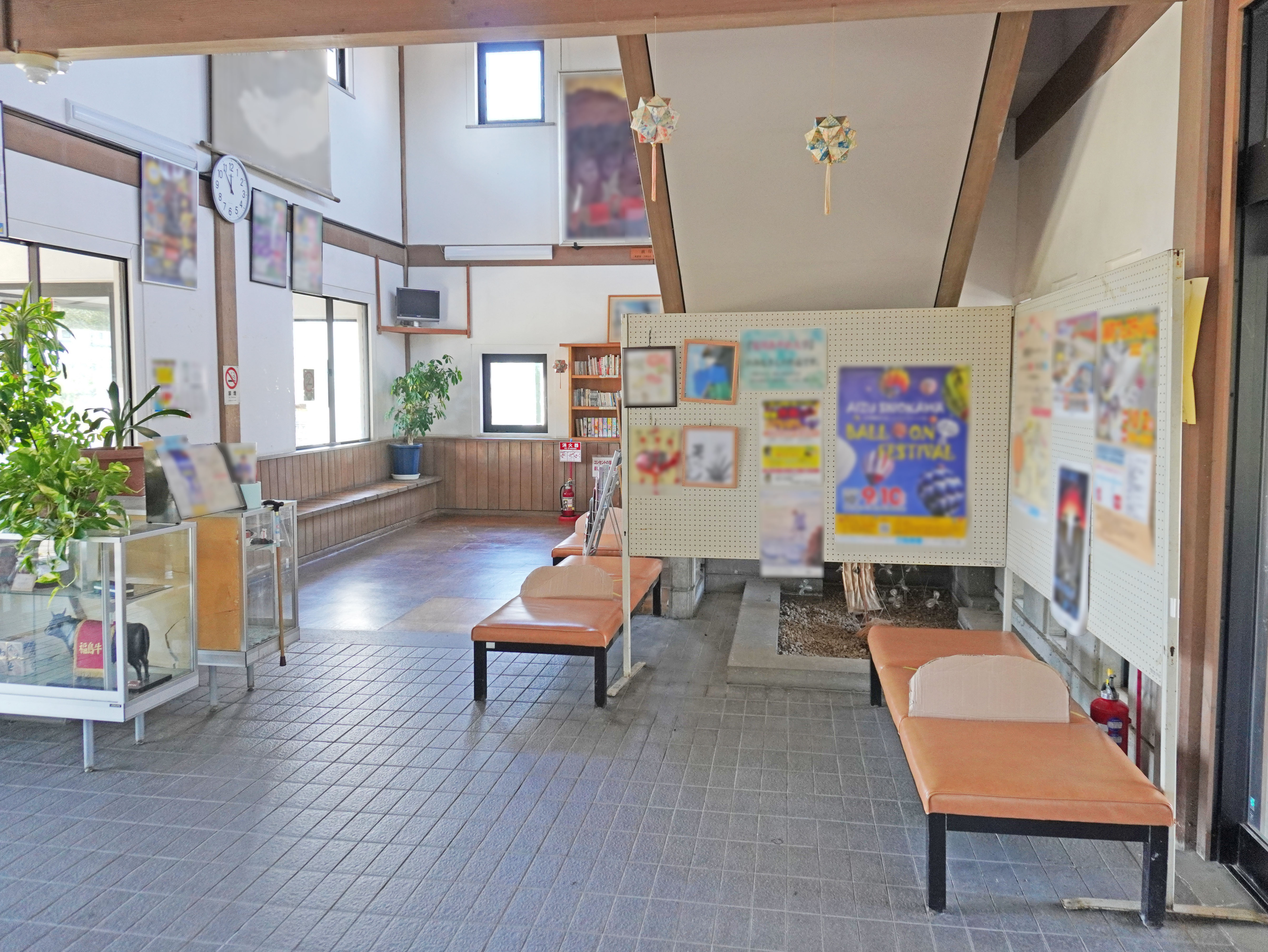
1階待合室（2022年9月）
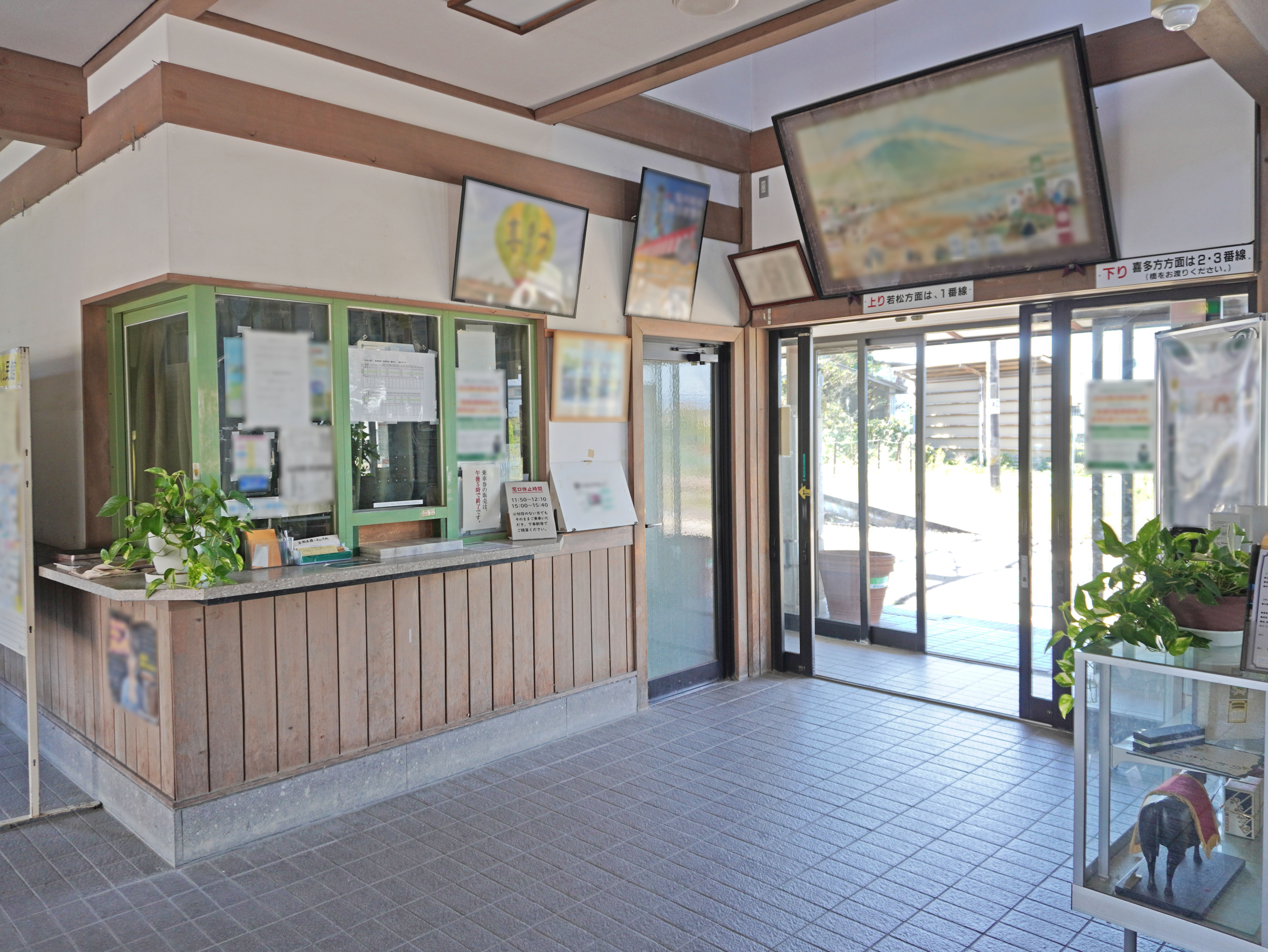
改札口（2022年9月）
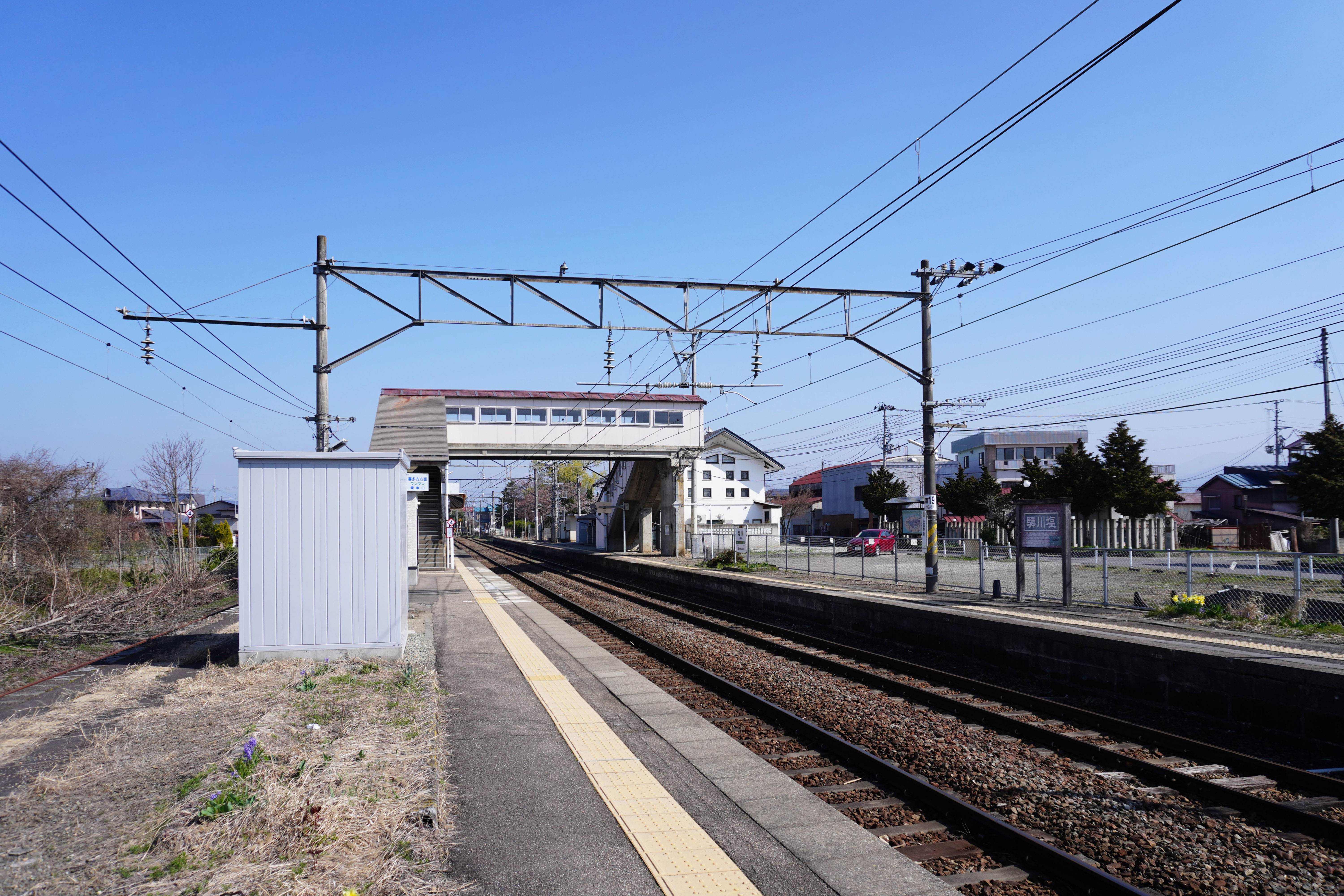
ホーム（2023年4月）

## 貨物取扱
現在、JR貨物の駅は車扱貨物の臨時取扱駅となっており、貨物列車の発着はない。貨物設備はなく、専用線も当駅には接続していない。
かつては、セメントターミナル会津営業所へ至る構内側線が分岐していた。そこへ青海駅発送のセメントを輸送するために、火・水・木曜日（2006年〈平成18年〉3月当時）に貨物列車が到着していた。
セメントターミナルの側線は機回し設備のない棒線であったため、朝方に青海駅（新潟貨物ターミナル駅）方面より来た列車は当駅で対向列車との上下交換のみを行い、通過していた。そして会津若松駅で当駅行きの貨車を一旦切り離して留置し、広田駅を経由した後、再度会津若松駅で塩川方面へ向けて編成を再組成し、塩川駅3番線へ到着していた。そこから塩川駅の喜多方駅方に引き上げたのち、推進運転で棒線状の側線へと入線し、荷役作業を行っていた。荷役後は入線時と逆の手順を辿り、塩川駅3番線より青海へ返却する空車を牽いて出発していた。

## 利用状況
JR東日本によると、2023年度（令和5年度）の1日平均乗車人員は248人である。
2000年度（平成12年度）以降の推移は以下のとおりである。
| 1日平均乗車人員推移 | 1日平均乗車人員推移 | 1日平均乗車人員推移 | 1日平均乗車人員推移 | 1日平均乗車人員推移 |
| 年度                | 定期外              | 定期                | 合計                | 出典                |
| ------------------- | ------------------- | ------------------- | ------------------- | ------------------- |
| 2000年（平成12年）  |                     |                     | 324                 | [ 利用客数 2 ]      |
| 2001年（平成13年）  |                     |                     | 341                 | [ 利用客数 3 ]      |
| 2002年（平成14年）  |                     |                     | 336                 | [ 利用客数 4 ]      |
| 2003年（平成15年）  |                     |                     | 321                 | [ 利用客数 5 ]      |
| 2004年（平成16年）  |                     |                     | 325                 | [ 利用客数 6 ]      |
| 2005年（平成17年）  |                     |                     | 351                 | [ 利用客数 7 ]      |
| 2006年（平成18年）  |                     |                     | 338                 | [ 利用客数 8 ]      |
| 2007年（平成19年）  |                     |                     | 304                 | [ 利用客数 9 ]      |
| 2008年（平成20年）  |                     |                     | 317                 | [ 利用客数 10 ]     |
| 2009年（平成21年）  |                     |                     | 317                 | [ 利用客数 11 ]     |
| 2010年（平成22年）  |                     |                     | 307                 | [ 利用客数 12 ]     |
| 2011年（平成23年）  |                     |                     | 296                 | [ 利用客数 13 ]     |
| 2012年（平成24年）  | 54                  | 252                 | 307                 | [ 利用客数 14 ]     |
| 2013年（平成25年）  | 56                  | 259                 | 315                 | [ 利用客数 15 ]     |
| 2014年（平成26年）  | 48                  | 225                 | 273                 | [ 利用客数 16 ]     |
| 2015年（平成27年）  | 49                  | 235                 | 284                 | [ 利用客数 17 ]     |
| 2016年（平成28年）  | 47                  | 235                 | 283                 | [ 利用客数 18 ]     |
| 2017年（平成29年）  | 47                  | 225                 | 272                 | [ 利用客数 19 ]     |
| 2018年（平成30年）  | 47                  | 219                 | 266                 | [ 利用客数 20 ]     |
| 2019年（令和元年）  | 41                  | 222                 | 264                 | [ 利用客数 21 ]     |
| 2020年（令和02年）  | 24                  | 202                 | 227                 | [ 利用客数 22 ]     |
| 2021年（令和03年）  | 27                  | 203                 | 231                 | [ 利用客数 23 ]     |
| 2022年（令和04年）  | 32                  | 204                 | 236                 | [ 利用客数 24 ]     |
| 2023年（令和05年）  | 34                  | 213                 | 248                 | [ 利用客数 1 ]      |

## 駅周辺
周辺は阿賀川の舟運拠点として栄えた塩川のまちが広がり、1983年（昭和58年）に掲げられた「屋号とのれんの街」のキャッチフレーズのもと、多くの建物に屋号と暖簾が掲げられている。塩川鳥モツを提供する飲食店が並ぶほか、九重 (銘菓)の販売店もある。
駅西側には土地区画整理事業による宅地が広がる。
- 塩川ふれあい会館（駅そのもの）
- 塩川物産館 川番所
- 喜多方市役所塩川総合支所（旧・塩川町役場）
- 喜多方市塩川福祉センター（塩川公民館）
- 塩川郵便局
- 喜多方市立塩川小学校
- 喜多方市立塩川中学校
- 会津の里ユースホテル（中学校の向い）
- いきいきセンター
- 福島県立テクノアカデミー会津
- セメントターミナル会津営業所
- ミツウロコ会津営業所
- 会津縦貫北道路 塩川インターチェンジ
- 国道121号
- 福島県道127号会津坂下塩川線
- 福島県道209号塩川停車場線
- 日橋川
- 御殿場公園
- 阿弥陀時
- 竹屋観音寺（会津三十三観音八番札所）

## 隣の駅
東日本旅客鉄道（JR東日本）
■磐越西線
- 臨時快速「SLばんえつ物語」停車駅（上りのみ）
- 会津鉄道直通運転臨時快速「AIZUマウントエクスプレス」1号停車駅

■普通
会津若松駅 - *笈川駅 - 塩川駅 - *姥堂駅 - 喜多方駅
*:堂島駅・笈川駅・姥堂駅・会津豊川駅は一部列車のみ停車

### 記事本文
1. 1 2 3 4  “駅の情報（塩川駅）：JR東日本”.   東日本旅客鉄道. 2024年8月25日時点のオリジナルよりアーカイブ。2024年11月16日閲覧。
2. 1 2  歴史でめぐる鉄道全路線 国鉄・JR 6号、14頁
3. ↑  歴史でめぐる鉄道全路線 国鉄・JR 6号、15頁
4. 1 2 3  石野哲（編）『停車場変遷大事典 国鉄・JR編 Ⅱ』（初版）JTB、1998年10月1日、517頁。ISBN 978-4-533-02980-6。
5. ↑  歴史でめぐる鉄道全路線 国鉄・JR 6号、17頁
6. ↑  「合併50年のあゆみ」『広報しおかわ』塩川町合併50周年記念特集号、塩川町、2004年11月、10-11頁。
7. ↑  「JR東日本 変ぼうするローカル駅」『交通新聞』交通新聞社、1992年9月4日、2面。
8. ↑  『Suicaエリア外もチケットレスで! 東北エリアから「えきねっとQチケ」がはじまります』（PDF）（プレスリリース）東日本旅客鉄道、2024年7月11日。オリジナルの2024年7月11日時点におけるアーカイブ。2024年7月31日閲覧。
9. 1 2  『週刊JR全駅・全車両基地』第50号、朝日新聞出版、2013年8月4日、24頁、2014年10月23日閲覧。
10. 1 2  「県主導で解決した塩川駅舎問題のてんまつ」『財界ふくしま』、財界21、1992年11月、doi:10.11501/2832725。
11. 1 2  “JR東日本：駅構内図・バリアフリー情報（塩川駅）”.   東日本旅客鉄道. 2024年11月16日閲覧。
12. ↑  「インタビュー 地域振興に賭ける人々 福島県塩川町 酒店経営 山口和之氏」『東北開発研究』第79巻、東北開発研究センター、1990年10月、doi:10.11501/2782565。
13. ↑  “『会津全集』2006年 第16巻 屋号とのれんの街を訪ねて”.   デザインハウス東条. 2025年6月22日閲覧。
14. ↑  “川とのれんのまち 塩川町観光案内絵地図”.   喜多方観光物産協会. 2025年6月22日閲覧。
15. ↑  駅西土地区画整理事業 - 塩川町（2005年12月9日アーカイブ） - 国立国会図書館Web Archiving Project

### 利用状況
1. 1 2  “各駅の乗車人員（2023年度）”.   東日本旅客鉄道. 2024年7月22日閲覧。
2. ↑  “各駅の乗車人員（2000年度）”.   東日本旅客鉄道. 2019年2月24日閲覧。
3. ↑  “各駅の乗車人員（2001年度）”.   東日本旅客鉄道. 2019年2月24日閲覧。
4. ↑  “各駅の乗車人員（2002年度）”.   東日本旅客鉄道. 2019年2月24日閲覧。
5. ↑  “各駅の乗車人員（2003年度）”.   東日本旅客鉄道. 2019年2月24日閲覧。
6. ↑  “各駅の乗車人員（2004年度）”.   東日本旅客鉄道. 2019年2月24日閲覧。
7. ↑  “各駅の乗車人員（2005年度）”.   東日本旅客鉄道. 2019年2月24日閲覧。
8. ↑  “各駅の乗車人員（2006年度）”.   東日本旅客鉄道. 2019年2月24日閲覧。
9. ↑  “各駅の乗車人員（2007年度）”.   東日本旅客鉄道. 2019年2月24日閲覧。
10. ↑  “各駅の乗車人員（2008年度）”.   東日本旅客鉄道. 2019年2月24日閲覧。
11. ↑  “各駅の乗車人員（2009年度）”.   東日本旅客鉄道. 2019年2月24日閲覧。
12. ↑  “各駅の乗車人員（2010年度）”.   東日本旅客鉄道. 2019年2月24日閲覧。
13. ↑  “各駅の乗車人員（2011年度）”.   東日本旅客鉄道. 2019年2月24日閲覧。
14. ↑  “各駅の乗車人員（2012年度）”.   東日本旅客鉄道. 2019年2月24日閲覧。
15. ↑  “各駅の乗車人員（2013年度）”.   東日本旅客鉄道. 2019年2月24日閲覧。
16. ↑  “各駅の乗車人員（2014年度）”.   東日本旅客鉄道. 2019年2月24日閲覧。
17. ↑  “各駅の乗車人員（2015年度）”.   東日本旅客鉄道. 2019年2月24日閲覧。
18. ↑  “各駅の乗車人員（2016年度）”.   東日本旅客鉄道. 2019年2月24日閲覧。
19. ↑  “各駅の乗車人員（2017年度）”.   東日本旅客鉄道. 2019年2月24日閲覧。
20. ↑  “各駅の乗車人員（2018年度）”.   東日本旅客鉄道. 2019年7月21日閲覧。
21. ↑  “各駅の乗車人員（2019年度）”.   東日本旅客鉄道. 2020年7月13日閲覧。
22. ↑  “各駅の乗車人員（2020年度）”.   東日本旅客鉄道. 2021年7月25日閲覧。
23. ↑  “各駅の乗車人員（2021年度）”.   東日本旅客鉄道. 2022年8月10日閲覧。
24. ↑  “各駅の乗車人員（2022年度）”.   東日本旅客鉄道. 2023年7月12日閲覧。